# Endorama
Endorama (griechisch für etwa „Innenschau“) ist das neunte Studioalbum der deutschen Thrash-Metal-Band Kreator. Es erschien im März 1999 bei Drakkar Records. Es ist das letzte mit Gitarrist Tommy Vetterli (Coroner) und das letzte vor dem Ende der experimentellen Phase und der Rückkehr zum härteren Thrash-Stil auf Violent Revolution. Die Musik lässt sich als Metal mit meist Klargesang und leichten Symphonic-Metal-Einflüssen unter Verwendung von Synthesizern beschreiben. Die Thrash-Einflüsse sind nur sehr gering ausgeprägt. Beim Titelstück ist Tilo Wolff von Lacrimosa zu hören.

## Entstehung und Musikstil
Obwohl trotz Fehlen der typischen Elemente (Death-Metal-ähnliches Shouting, teilweise weiblicher Gesang, Doom-Klänge) dem Album gelegentlich Gothic-Metal-Einflüsse nachgesagt wurden, zum Teil auch in Presseinformationen der eigenen Plattenfirma, lehnte die Band diese Sichtweise ab. Mille Petrozza sagte auf die Frage, ob Gothic-Metal-Einflüsse vorhanden seien:

„Auf gar keinen Fall. Wenn ich an Gothic Metal denke, habe ich keine allzu guten Assoziationen. Ich höre entweder Gothic ODER Metal - und wir sind eindeutig eine Metal-Band. Das heißt nicht, daß wir keine Einflüsse aus anderen Bereichen verarbeiten. Wäre auch traurig, wenn das nicht so wäre.“

Er wehrte sich dagegen, in „Schubladen“ gesteckt zu werden. Die Band wolle sich auch nicht wiederholen. Zur Zusammenarbeit mit Tilo Wolff sei es nach anfänglicher Distanz nach einem gemeinsamen Essen und einer durchzechten Nacht gekommen. Man habe mit „reichlich dickem Kopf“ den Song aufgenommen. Textlich sah Petrozza die Platte weniger politisch, als es noch auf früheren Platten der Fall war. Er weise „nicht mehr direkt auf irgendwelche Mißstände hin“, es ginge mehr um emotionale Themen. Das Japan-Bonusstück handelt nicht von dem gleichnamigen Film. In diesem Stück geht es allerdings um Kapitalismus und Leute, die ihr Leben darauf komplett ausrichten.

## Rezeption
Auch Endorama wurde von den ursprünglichen Thrash-Fans der Band nicht mit Begeisterung aufgenommen, doch diejenigen, die der experimentellen Phase seit Renewal positiv gegenüberstanden, bedachten das Album mit positiven Kritiken. Für die kritischen Betrachter schrieb Eduardo Rivadavia von Allmusic, die „Mehrheit“ der Fans sei nicht beeindruckt von Endorama gewesen. Er vermisste die „tieferen Emotionen“ und kritisierte „studiokreierte“ Texte. Er vergab zweieinhalb von fünf Sternen.
Boris Kaiser vom Rock Hard sprach vom „besten Longplayer seit dem superben, aber unterbewerteten Renewal“. Die Hinwendung zu „melodischeren Sounds“ sei „unüberhörbar“, doch viele Songs auf dem „mutigen Album“ seien „astreine Hits“. Die Wertung lag bei 8,5 von zehn Punkten. Auch auf der Seite metal.de wurde das Album als „weit weniger zwiespältig als befürchtet“ beschrieben. Hier wurden Einflüsse von Prong oder Killing Joke beobachtet, zudem seien „ein paar wirkliche Sahnestücke“ enthalten. Acht von zehn Punkten waren hier die Bewertung.

## Titelliste
1. Golden Age – 4:51
2. Endorama – 3:20
3. Shadowland – 4:27
4. Chosen Few – 4:30
5. Everlasting Flame – 5:23
6. Passage to Babylon – 4:24
7. Future King – 4:44
8. Entry – 1:05
9. Soul Eraser – 4:30
10. Willing Spirit – 4:36
11. Pandemonium – 4:10
12. Tyranny – 4:01
13. Children of a Lesser God (Bonus; japanische Version)

Die Musik wurde von Mille Petrozza und Tommy Vetterli geschrieben, bei Passage to Babylon, Entry, Soul Eraser, Pandemonium und Tyranny war letzterer nicht beteiligt. Die Texte stammen von Mille Petrozza.

## Chartplatzierungen
| ChartsChartplatzierungen | Höchstplatzierung | Wochen |
| ------------------------ | ----------------- | ------ |
| Deutschland (GfK)        | 6 (2 Wo.)         | 2      |